# Louis Victor Wijnhamer
Louis Victor Wijnhamer, Jr. (11 februari 1904 – 13 mei 1975), beter bekend als Pah Wongso (Chinees: 伯王梭;  pinyin: Bó Wángsuō), was een Nederlands-Indische maatschappelijk werker die binnen de Chinese gemeenschap eerst in Nederlands-Indië en later in Indonesië populair was. Hij werd in Semarang en Soerabaja opgeleid en begon begin jaren 1930 met zijn werk. Met behulp van traditionele kunstvormen zoals de wajang golèk promootte hij bepaalde levensstijlen zoals monogamie en geheelonthouding. Tegen 1938 heeft hij een school voor armen opgericht en haalde hij geld op voor het Rode Kruis dat bestemd was als hulp voor China.
Eind 1938 gebruikte Pah Wongso een fonds, dat ingezameld werd en gebruikt zou worden ter verdediging tegen een aanklacht tegen afpersing, om een andere school op te richten; dit werd gevolgd door een arbeidsbureau in 1939. In 1941 heeft Star Film twee producties uitgebracht met hem en zijn naam op de titel. Gedurende de Japanse bezetting van Nederlands-Indië werd hij in een aantal concentratiekampen in Zuidoost-Azië geïnterneerd. Hij keerde tegen 1948 in Indië terug en zamelde een fonds voor het Rode Kruis in en beheerde een arbeidsbureau tot zijn dood.